# Nett Lake
Nett Lake – jednostka osadnicza w Stanach Zjednoczonych, w stanie Minnesota, w hrabstwie St. Louis.